# جمعية كشافة موريشيوس
جمعية كشافة موريشيوس هي المنظمة الكشفية الوطنية في موريشيوس. بدأت الحركة الكشفية في موريشيوس في عام 1912. تأسست الجمعية في عام 1971 وأصبحت عضوا في المنظمة العالمية للحركة الكشفية في عام 1971. الجمعية لها العديد من الأنشطة التعليمية ويوجد لديها 2782 عضوا (اعتبارا من 2011).

## روابط خارجية
- الموقع الرسمي